# Росс Кінг (автор)
Росс Кінг (16 липня 1962 , Естеван, Саскачеван ) — канадійський прозаїк і письменник-публіцист. Він розпочав свою кар'єру з написання двох історичних художніх творів у 1990-х роках, пізніше звернувшись до нон-фікшну, і відтоді написав кілька історичних творів, які отримали визнання критиків та стали бестселерами.

## Кар'єра і робота
Кінг народився в Естевані, Саскачеван, Канада, і виріс у сусідньому селі Північний Портал. Він здобув вищу освіту в Університеті Реджайни, де в 1984 році отримав ступінь бакалавра мистецтв (з відзнакою) з англійської літератури. Продовжуючи навчання в Університеті Реджайни, у 1986 році він отримав ступінь магістра мистецтв, захистивши дисертацію про поета Томаса Еліота. Пізніше він отримав ступінь доктора філософії в Йоркському університеті в Торонто (1992), де спеціалізувався на англійській літературі XVIII століття.
Кінг переїхав до Англії, щоб зайняти посаду постдокторського наукового співробітника в Університетському коледжі Лондона. Саме в цей час він почав писати свій перший роман.
У першому романі Кінга «Доміно» (1995) розповідається про співака-кастрата, якого бачать через досвід художника-початківця в Лондоні 1770-х років.
У 1998 році Кінг опублікував «Екслібрис», свій другий твір історичної белетристики. Дія розгортається в Лондоні та Празі. У ньому розповідається про те, як лондонський книготорговець у 1660-х роках у пошуках зниклого рукопису мимоволі приводить його у світ обману та вбивств.
«Купол Брунеллескі: історія Великого собору у Флоренції» (2000) описує, як італійський архітектор Філіппо Брунеллескі спроектував те, що досі залишається найбільшим кам'яним куполом, коли-небудь побудованим: купол собору Санта-Марія-дель-Фьоре, завершений у 1436 році. «Купол Брунеллескі» ознаменував перехід Кінга від романіста до автора історій мистецтва та біографій. «Мікеланджело та стеля Папи» (2002) розповідає про чотири важкі роки, протягом яких Мікеланджело розписував стелю Сикстинської капели серед політичних і релігійних інтриг Риму початку шістнадцятого століття.
Наступна книга Кінга «Паризький суд: революційне десятиліття, яке подарувало світові імпресіонізм» (2006) була зустрінута значним визнанням критиків і значним комерційним успіхом. Зіставляючи творчість і життя французьких художників Ернеста Мейсоньє та Едуарда Мане, книга розповідає про драматичний перехід, за допомогою якого художники-імпресіоністи змінили мистецьке бачення кінця дев'ятнадцятого та початку двадцятого століття. За цю книгу у 2006 році Кінг отримав нагороду генерал-губернатора Канади за нон-фікшн.
Його наступним проектом, частиною серії «Видатні життя», був «Макіавеллі: Філософ влади» (2007), біографія Нікколо Макіавеллі, в якій Кінг ілюструє особистий, соціальний і політичний розвиток одного з найвідоміших політичних теоретиків історії.
«Зухвалий дух: модерністська революція Групи семи» (2010) розглядає Групу семи, організацію канадських художників-пейзажистів, яка започаткувала перший націоналістичний мистецький рух у Канаді в десятиліття після Першої світової війни.
У 2003 році за «Мікеланджело та стеля Папи» Кінг був номінований на премію Національного гуртка книжкових критиків. «Купол Брунеллескі» був у списках бестселерів «Нью-Йорк Таймс», «Бостон Глоуб» і «Сан-Франциско Кронікл» і був лауреатом кількох нагород, у тому числі «Книга року 2000 Book Sense Nonfiction».
У 2012 році він був нагороджений премією генерал-губернатора Канади за англомовну нон-фікшн за «Леонардо і Тайну вечерю», його дослідження культової релігійної стінописи да Вінчі XV століття. У 2017 році він отримав премію RBC Taylor Prize за свою книгу «Божевільне зачарування: Клод Моне та картина водяних лілій».
У 2021 році Кінг опублікував книгу «Книгар із Флоренції» про Веспасіано да Бістчі.

## Особисте життя
Hjcc часто читає лекції як в Європі, так і в Північній Америці, а також проводив екскурсії Флорентійським собором і Сикстинською капелою в Римі.
Кінг живе у Вудстоку, Англія, зі своєю дружиною Мелані.

## Нагороди
- 2000: Нагорода «Книга року в жанрі нон-фікшн», Book Sense, за «Купол Брунеллески: Як геній епохи Відродження переосмислив архітектуру»
- 2003: Номінація на літературну премію генерал-губернатора (Канада) за «Мікеланджело та стеля Папи»
- 2003: Номінація на премію Національного гуртка книжкових критиків за книгу «Мікеланджело та стеля Папи Римського»
- 2006: Літературна премія генерал-губернатора (Канада) за нон-фікшн за «Паризький суд: революційне десятиліття, яке подарувало світові імпресіонізм»
- 2012: Премія Генерал-губернатора за англомовний нон-фікшн за «Леонардо і Тайну вечерю»
- 2017: Премія РБК Тейлора за «Божевільне зачарування: Клод Моне та картина водяних лілій»